# Dekanat Sanok I

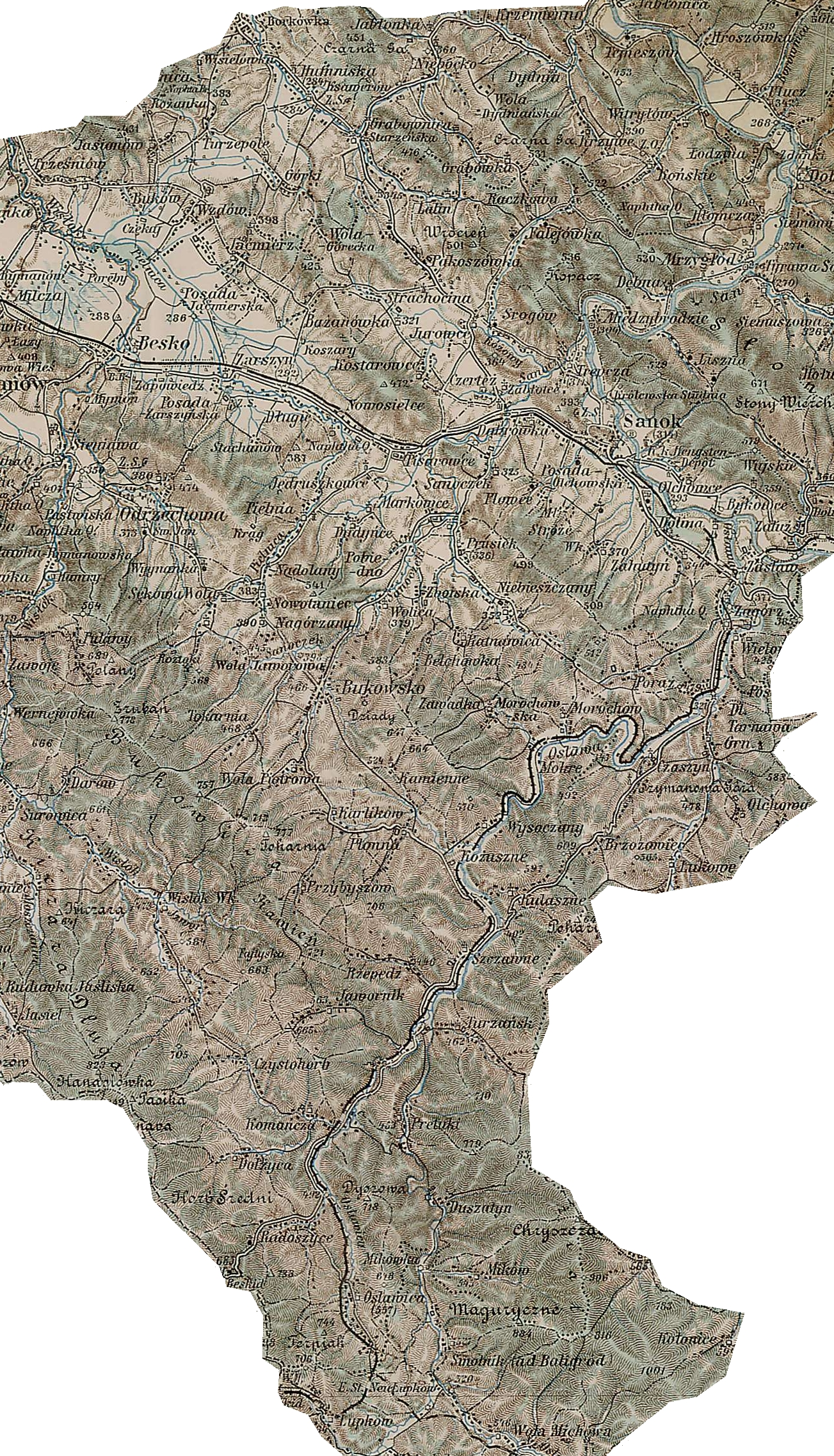
Historyczny zasięg dekanatu sanockiego

Dekanat Sanok I (łac. I. Decanatus Sanocensis, Dioeceseos ritus latini Premisliensis) – jeden z dekanatów archidiecezji przemyskiej, w archiprezbiteracie sanockim.

## Historia
W 1594 roku decyzją synodu diecezjalnego został utworzony dekanat sanocki. W 1810 roku w skład dekanatu, znajdującego się w cyrkule sanockim wchodziły parafie: Sanok, Zagórz, Poraż, Niebieszczany, Bukowsko, Nowotaniec, Dudyńce, Zarszyn, Besko, Jasionów, Trześniów, Jaćmierz, Humniska, Grabownica, Dydnia, Strachocina.
W  1876 roku dekanat obejmował parafie: Besko (1594), Bukowsko (1755), Dudyńce (1529), Dydnia (1487), Grabownica (1529), Humniska (1409), Jaćmierz (1437), Jasionów (1480), Niebieszczany (1451), Nowotaniec (1462), Poraż (1343), Sanok (1384), Strachocina (1390), Zagórz (1745), Zarszyn (1441), filia Trześniów (1550)
Do 1939 roku dekanat sanocki obejmował 9 parafii, które zamieszkiwało  27 753 katolików obrządku łacińskiego. Od marca 1945 roku utworzono 10 parafii mieszczących się w: Bukowsku, Dudyńcach, Komańczy, Mrzygłodzie, Niebieszczanach, Nowotańcu, Sanoku (Fara), Tyrawie Wołoskiej, Zagórzu.
W 1945 roku erygowano parafię Najświętszego Serca Pana Jezusa w Sanoku. W 1948 roku utworzono dwa wikariaty – w Trepczy i w Czerteżu. W 1952 roku dekanat sanocki zamieszkiwało 31 379 katolików obrządku łacińskiego.
Do 1956 roku w dekanacie sanockim mieściło się 7 klasztorów. Były to konwent oo. franciszkanów w Sanoku z własnym kościołem, dom sióstr służebniczek starowiejskich, dom sióstr miłosierdzia, klasztor nazaretanek, dom sióstr służebniczek Najświętszego Serca Jezusa oraz klasztor karmelitów bosych.
W 1971 roku dekretem bpa Ignacego Tokarczuka dekanat został podzielony na: sanocki zachodni i sanocki wschodni, później dekanaty zostały przemianowane na sanocki I i sanocki II.

## Parafie
- Bukowsko – pw. Podwyższenia Krzyża Świętego
  - Wolica – kościół filialny pw. Piotra i Pawła
- Dudyńce – pw. Wszystkich Świętych
  - Markowce – kościół filialny pw. Najświętszej Maryi Matki Kościoła
- Mrzygłód – pw. Rozesłania Apostołów
  - Dębna – kościół filialny pw. Miłosierdzia Bożego
  - Dobra – kościół filialny pw. Podwyższenia Krzyża Świętego
  - Hłomcza – kościół filialny pw. Najświętszego Serca Pana Jezusa
  - Łodzina – kościół filialny pw. Narodzenia Najświętszej Maryi Panny
  - Siemuszowa – kościół filialny pw. Chrztu Pańskiego
  - Tyrawa Solna – kościół filialny pw. św. Piotra i Pawła
- Nowosielce Gniewosz – pw. Najświętszej Maryi Panny Nieustającej Pomocy
- Nowotaniec – pw. św. Mikołaja
  - Wola Sękowa – kościół filialny pw. św. Michała Archanioła
- Pielnia – pw. Matki Boskiej Wspomożenia Wiernych
- Pisarowce – pw. Najświętszej Maryi Panny Królowej Polski
- Sanok – pw. Chrystusa Króla
- Sanok – pw. Narodzenia Najświętszej Maryi Panny
  - Czerteż – kościół filialny pw. św. Antoniego
  - Sanoczek – kościół filialny pw. Miłosierdzia Bożego
- Sanok – pw. Przemienienia Pańskiego (Fara)
  - Płowce – kościół filialny pw. Matki Bożej Anielskiej
  - Sanok – kościół rektoralny pw. św. Maksymiliana Marii Kolbegoo
  - Stróże Małe – kościół filialny pw. Matki Bożej Anielskiej
- Sanok – pw. Podwyższenia Krzyża Świętego i Matki Bożej Pocieszenia (Franciszkanie Konwentualni)
- Trepcza – pw. Wniebowzięcia Najświętszej Maryi Panny
  - Międzybrodzie – kościół filialny pw. Trójcy Świętej

## Dziekani
Niekompletna lista dziekanów sanockich oraz wicedziekanów (początkowo określanych jako poddziekani, a także prodziekani):
- dziekan ks. Onufry Kulczykowski, poddziekan ks. Józef Wolański (do ok. 1871)[3]
- dziekan ks. Feliks Piękosz (od ok. 1871 do ok. 1878)[4][5], poddziekan ks. Józef Wolański (od ok. 1871 do ok. 1873)[4][6], poddziekan ks. Edward Winnicki (od. ok. 1873 do ok. 1877)[7],
- dziekan ks. ks. Edward Winnicki (od ok. 1878 do ok. 1889)[8], wicedziekan ks. Bronisław Stasicki[9]
- dziekan ks. Bronisław Stasicki (od ok. 1889 do 1908)[10], wicedziekan wakat (ok. 1889)[11], wicedziekan Franciszek Stankiewicz (ok. 1890-1897)[12], wicedziekan wakat (ok. 1899-1901)[13], wicedziekan Józef Data (ok. 1901-1908)[14]
- dziekan ks. Józef Data (od 1908 do ok. 1912)[15], wicedziekan ks. Władysław Sarna (1908-1909)[16], wicedziekan Roman Olkiszewski (od ok. 1909)[17]
- dziekan ks. Roman Olkiszewski (ok. 1912/1913)[18]
- dziekan ks. Franciszek Salezy Matwijkiewicz (od ok. 1914 do 1933)[19], wicedziekan wakat[20], wicedziekan Jan Sękowski (od 1914)[21], wicedziekan ks. Jan Biały[22]
- dziekan wakat, wicedziekan ks. Jan Biały (ok. 1933)[23]
- dziekan ks. Jan Biały (1934-), wicedziekan Bartłomiej Krukar (1934-18.XI.1938)[24]
- dziekan ks. Antoni Porębski
- dziekan ks. Adam Sudoł (1971-1995)
- dziekan ks. Andrzej Skiba (2000-2018)[25], wicedziekan Bogdan Nitka.
- ks. dr Roman Froń (18.08.2018–)[26], wicedziekan ks. Michał Błaszkiewicz

## Dane statystyczne
| Zestawienie za rok 2006        | Razem |
| ------------------------------ | ----- |
| liczba ochrzczonych            | 451   |
| liczba dzieci do I Komunii św. | 489   |
| liczba bierzmowanych           | 608   |
| liczba ślubów                  | 267   |
| liczba zgonów                  | 324   |

## Powołania kapłańskie
- ks. Grzegorz z Sanoka – arcybiskup lwowski
- diakon Michał Bal
- ks. Andrzej Bobola – święty kościoła katolickiego
- ks. Sebastian Herburt – kompozytor
- ks. Zygmunt Gorazdowski – święty kościoła katolickiego
- ks. Zdzisław Peszkowski – kapelan Rodzin Katyńskich
- ks. Anastazy Pankiewicz – błogosławiony kościoła katolickiego
- ks. Eugeniusz Tomaszewski – profesor dogmatyki

## Zgromadzenia zakonne
- Sanok – oo. Franciszkanie konwentualni
- Sanok – ss. Służebniczki starowiejskie (1901)
- Sanok – ss. Służebniczki starowiejskie (1994)
- Sanok – ss. Służebniczki starowiejskie (2000)
- Nowosielce Gniewosz – ss. Opatrznościanki (1962)